# Ліннвілл (Іллінойс)
Ліннвілл (англ. Lynnville) — селище (англ. village) в США, в окрузі Морган штату Іллінойс. Населення — 96 осіб (2020).

## Географія
Ліннвілл розташований за координатами 39°41′9″ пн. ш. 90°20′45″ зх. д. / 39.68583° пн. ш. 90.34583° зх. д. (39.685711, -90.345951).  За даними Бюро перепису населення США в 2010 році селище мало площу 0,20 км², уся площа — суходіл.

## Демографія
Згідно з переписом 2010 року, у селищі мешкало 117 осіб у 48 домогосподарствах у складі 32 родин. Густота населення становила 573 особи/км².  Було 53 помешкання (260/км²).
Расовий склад населення:
| - 99,1 % — білих - 0,9 % — корінних американців |

До двох чи більше рас належало 0,0 %. Частка іспаномовних становила 2,6 % від усіх жителів.
За віковим діапазоном населення розподілялося таким чином: 24,8 % — особи молодші 18 років, 62,4 % — особи у віці 18—64 років, 12,8 % — особи у віці 65 років та старші. Медіана віку мешканця становила 37,3 року. На 100 осіб жіночої статі у селищі припадало 112,7 чоловіків;  на 100 жінок у віці від 18 років та старших — 100,0 чоловіків також старших 18 років.
Середній дохід на одне домашнє господарство  становив 51 553 долари США (медіана — 38 750), а середній дохід на одну сім'ю — 61 618 доларів (медіана — 40 625). За межею бідності перебувало 3,2 % осіб, у тому числі 0,0 % дітей у віці до 18 років та 0,0 % осіб у віці 65 років та старших.
Цивільне працевлаштоване населення становило 29 осіб. Основні галузі зайнятості: освіта, охорона здоров'я та соціальна допомога — 27,6 %, науковці, спеціалісти, менеджери — 17,2 %, виробництво — 13,8 %.